# US 트리에스티나 칼초 1918
우니오네 스포르티바 트리에스티나 칼초 1918(이탈리아어: Unione Sportiva Triestina Calcio 1918)는 1918년에 창단된 이탈리아의 축구 클럽으로, 프리울리베네치아줄리아주 트리에스테를 연고지로 한다. 현재 레가 프로 프리마 디비시오네 B그룹에서 활약하고 있으며 1929년 이탈리아 프로축구 출범 때부터 1959년까지 세리에 A에서 26시즌 동안 활약한 적이 있다. 1994년 구단이 파산당하기도 했지만 점차 재건해 나갔다. 팀을 상징하는 색은 빨간색과 하얀색이다.

## 선수 명단

### 현역
참고: FIFA 자격 규정에 따라 소속된 국가대표팀 국기를 표시합니다. 선수는 복수의 FIFA 비회원국 국적을 가지고 있을 수 있습니다.
| 번호 | 포지션 | 국적       | 이름              |
| ---- | ------ | ---------- | ----------------- |
| 15   | MF     |            | 오마르 코레이아   |
| 17   | MF     | 아이슬란드 | 크리스토페르 욘손 |
| 22   | GK     | 말리       | 마두 디아키테     |

| 번호 | 포지션 | 국적 | 이름 |
| ---- | ------ | ---- | ---- |

## 역대 감독
| 감독          | 임기        |
| ------------- | ----------- |
| 루이스 몬티   | 1939 ~ 1940 |
| 네레오 로코   | 1947 ~ 1950 |
| 네레오 로코   | 1953 ~ 1954 |
| 지노 콜라우시 | 1963        |
| 롤란도 마란   | 2007 ~ 2009 |

## 수상
- 세리에 B
  - 우승: 1957–58
- 세리에 C1
  - 우승: 1961–62, 1982–83
- 코파 이탈리아 세리에 C
  - 우승: 1993–94